# Jürgen Kleine-Frauns
Jürgen Kleine-Frauns (* 10. April 1967 in Neuenkirchen) ist ein deutscher Jurist und parteiloser Kommunalpolitiker. Er ist seit Oktober 2015 hauptamtlicher Bürgermeister der Stadt Lünen (Nordrhein-Westfalen).

## Leben
Kleine-Frauns studierte von 1986 bis 1992 Rechtswissenschaft an den Universitäten in Münster und Nijmegen. Nach dem Ersten Juristischen Staatsexamen absolvierte er das Referendariat an der Hochschule für Verwaltungswissenschaften in Speyer, in der Abteilung für Kommunale Angelegenheiten im NRW-Innenministerium und beim Oberverwaltungsgericht für das Land Nordrhein-Westfalen. 1995 legte er das Zweite Juristische Staatsexamen ab.
Kleine-Frauns war ab 1995 als Wissenschaftlicher Mitarbeiter am Lehrstuhl für Verwaltungsrecht an der Universität Düsseldorf und im Anschluss in gleicher Funktion am Kommunalwissenschaftlichen Institut der Universität Münster tätig. Er verlegte 1997 seinen Wohnsitz nach Lünen und erhielt ein Jahr später die Zulassung als Rechtsanwalt. Im Jahre 2000 wurde er Teilhaber einer Lüner Anwaltskanzlei, in der er ab 2004 als Fachanwalt für Steuerrecht und ab 2007 als Fachanwalt für Arbeitsrecht praktizierte. Gleichzeitig übernahm er als Geschäftsführer die Leitung einer Steuerberatungsgesellschaft. Seit 2009 ist er selbständiger Rechtsanwalt mit eigener Kanzlei in Lünen-Brambauer.
Kleine-Frauns war zunächst Mitglied der SPD, für die er 1999 für das Bürgermeisteramt in der Gemeinde Neuenkirchen kandidierte. 2013 verließ er die Sozialdemokraten und wechselte zur Wählergemeinschaft Gemeinsam für Lünen (GFL) über. Seit 2014 war er für die GFL, die ihn 2015 als Kandidaten für die Wahl zum Lüner Bürgermeister nominierte, Mitglied im Stadtrat. Aus der GFL ist er nun ebenfalls ausgetreten.
Bei den Kommunalwahlen am 13. September 2015 entfielen im ersten Wahlgang 33,07 % der gültigen Stimmen auf Kleine-Frauns, 37,01 % auf Rolf Möller (SPD) und 19,87 % auf Arno Feller (CDU). In der darauf folgenden Stichwahl am 27. September 2015 stimmten 63,32 % der Wähler für Kleine-Frauns, während Gegenkandidat Möller 36,68 % der gültigen Wählerstimmen erhielt. Mit 32,11 % war die Wahlbeteiligung bereits im ersten Urnengang niedrig.
Am 21. Oktober 2015 übernahm Kleine-Frauns das Bürgermeisteramt von Hans Wilhelm Stodollick (SPD). Zu den Kommunalwahlen am 13. September 2020 trat er als unabhängiger Kandidat ohne Unterstützung der GFL wieder an. In der Stichwahl am 27. September 2020 gewann er knapp gegen seinen Konkurrenten von der SPD Rainer Schmeltzer mit 51,14 Prozent (Stimmen absolut: 10.282 ggü. 9.824).
Jürgen Kleine-Frauns ist verheiratet und hat zwei Kinder.